# Phthiria homochroma
Phthiria homochroma är en tvåvingeart som beskrevs av Hall 1976. Phthiria homochroma ingår i släktet Phthiria och familjen svävflugor. Inga underarter finns listade i Catalogue of Life.